# (38844) 2000 SW58
2000 SW58 (asteroide 38844) é um asteroide da cintura principal. Possui uma excentricidade de 0.03811600 e uma inclinação de 4.99498º.
Este asteroide foi descoberto no dia 24 de setembro de 2000 por LINEAR em Socorro.